# أندريا تافي (دراج)
أندريا تافي (بالإيطالية: Andrea Tafi) مواليد 7 مايو 1966 في إيطاليا، هو دراج إيطالي سابق.

## سباقات أو مراحل فاز بها
| التاريخ        | السباق                                    | المركز                  |
| -------------- | ----------------------------------------- | ----------------------- |
| 01 يناير 1989  | طواف لوكسمبورغ 1989                       | العاشر في التصنيف العام |
| 01 يناير 1990  | 1990 Ruota d'Oro                          | المركز الثالث           |
| 07 سبتمبر 1991 | 1991 Giro del Lazio                       | الفائز في التصنيف العام |
| 16 أغسطس 1994  | كوبا بيرنوشي 1994                         | المركز الثالث           |
| 11 سبتمبر 1994 | جي بي دي فورميس 1994                      | الفائز في التصنيف العام |
| 25 يونيو 1995  | 1995 Trofeo Matteotti                     | المركز الثالث           |
| 01 يناير 1996  | غران بيمونتي 1996                         | المركز الثاني           |
| 14 أبريل 1996  | سباق باريس روبيه 1996                     | المركز الثالث           |
| 23 أغسطس 1996  | طواف فيرزين 1996                          | المركز الثاني           |
| 31 أغسطس 1996  | 1996 Giro del Veneto                      | المركز الثاني           |
| 14 سبتمبر 1996 | باريس-بروكسل 1996                         | الفائز في التصنيف العام |
| 21 سبتمبر 1996 | 1996 Giro del Lazio                       | الفائز في التصنيف العام |
| 29 سبتمبر 1996 | 1996 Coppa Placci                         | الفائز في التصنيف العام |
| 19 أكتوبر 1996 | طواف لومبارديا 1996                       | الفائز في التصنيف العام |
| 01 يناير 1997  | كأس العالم لسباق الدراجات على الطريق 1997 | المركز الثالث           |
| 26 أبريل 1997  | سباق أمستل الذهبي 1997                    | المركز الثاني           |
| 17 أغسطس 1997  | 1997 Rochester International Classic      | الفائز في التصنيف العام |
| 13 سبتمبر 1997 | باريس-بروكسل 1997                         | المركز الثالث           |
| 14 سبتمبر 1997 | جي بي دي فورميس 1997                      | الفائز في التصنيف العام |
| 25 سبتمبر 1997 | كوبا ساباتيني 1997                        | الفائز في التصنيف العام |
| 26 أكتوبر 1997 | كأس اليابان للدراجات 1997                 | المركز الثاني           |
| 01 يناير 1998  | كأس العالم لسباق الدراجات على الطريق 1998 | المركز الثالث           |
| 12 أبريل 1998  | سباق باريس روبيه 1998                     | المركز الثاني           |
| 05 أغسطس 1998  | 1998 Gran Premio Città di Camaiore        | الفائز في التصنيف العام |
| 20 أغسطس 1998  | 1998 Coppa Ugo Agostoni                   | الفائز في التصنيف العام |
| 19 سبتمبر 1998 | 1998 Giro del Lazio                       | الفائز في التصنيف العام |
| 01 يناير 1999  | غران بيمونتي 1999                         | الفائز في التصنيف العام |
| 11 أبريل 1999  | سباق باريس روبيه 1999                     | الفائز في التصنيف العام |
| 08 أكتوبر 2000 | باريس تورز 2000                           | الفائز في التصنيف العام |
| 07 أبريل 2002  | طواف فلاندرز 2002                         | الفائز في التصنيف العام |
| 26 يناير 2003  | داون أندر 2003                            | الفائز في ترتيب النقاط  |

## روابط خارجية
- أندريا تافي على موقع أرشيف الدراجات (الإنجليزية)
- أندريا تافي على موقع إحصائيات الدراجات الإحترافية (الإنجليزية)
- أندريا تافي على موقع CycleBase (الإنجليزية)